# Миккельсен, Эйнар
Эйнар Миккельсен (дат. Ejnar Mikkelsen; 23 декабря 1880, Вестер-Брёндерслев, Ютландия — 1 мая 1971, Копенгаген) — датский полярный исследователь, писатель. Участник нескольких экспедиций в Арктику. Наибольшую известность получил как руководитель экспедиции 1909—1912 годов в Восточную Гренландию, целью которой были поиски сведений о погибшей в 1907 году партии датского путешественника Людвига Мюлиус-Эриксена.

## Биография

### Ранние годы
Эйнар Миккельсен родился в Вестер-Брёндерслеве (Ютландия) в семье ремесленника и преподавателя труда Акселя Миккельсена и его жены Марен Нильсен. В 1885 году семья перебралась в Копенгаген, где отец открыл школу слойда. В Копенгагене до 13 лет Эйнар получал начальное образование, однако интереса к учёбе не проявлял, его любимым местом в городе был морской порт, и в 13 лет отец разрешил ему начать морскую службу на учебном судне «Georg Stage». В 1899 году он закончил мореходное училище, имея к этому времени пятилетний опыт работы в море, в частности на Дальнем востоке. Вдохновленный исследованиями своего соотечественника Густава Хольма и норвежца Фритьофа Нансена, уже в возрасте 16 лет Миккельсен попытался стать участником экспедиции Саломона Андре на воздушном шаре, ради чего пешком прошёл более 500 км из Стокгольма до Гётеборга, но ему было отказано по причине молодости.

### Первые экспедиции

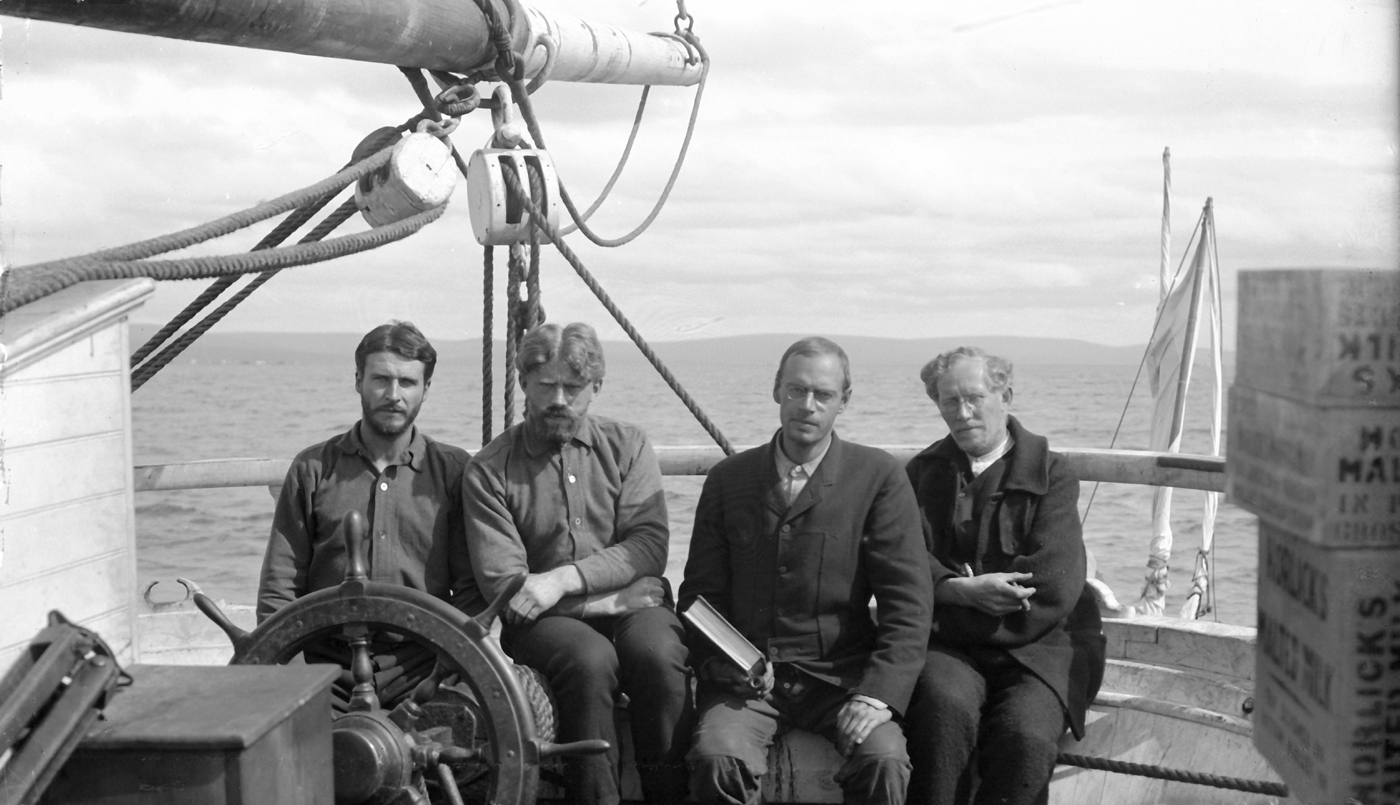
Участники экспедиции на Аляску: Э. Леффингвелл, Э. Миккельсен, Г. Хоув, Э. Дитлевсен

В 1900 году, после нескольких попыток принять участие в путешествиях в полярные регионы, в том числе в экспедиции 1898 года на «Фраме», Миккельсен был принят в состав второй экспедиции Георга Амдрупа в Восточную Гренландию, во время которой вместе с её лидером с 22 июля по 2 сентября прошёл на 5,5-метровой вёсельной лодке вдоль побережья около 500 миль (~800 км) от мыса Долтон (англ. Cape Dalton) до Аммассалика. Уже на следующий год он был взят помощником картографа в экспедицию Болдуина-Циглера на Землю Франца-Иосифа (1901–1902). Несмотря на то, она из-за ряда проблем не сложилась, в ней Миккельсен познакомился с американским геологом Эрнестом Леффингуэллом, который предложил Эйнару в 1906 году принять участие в экспедиции в море Бофорта с целью поисков Земли Кинана. В этой экспедиции во время пеше-санного путешествия, начатого в конце февраля 1907 года от острова Флаксман (в 200-х милях от предполагаемой суши), путешественники (Леффингуэлл, Миккельсен и Сторкер Сторкенсон (англ. Storker Storkerson)) первыми провели постоянные измерения глубины моря (тем самым определив ширину континентального шельфа), которая увеличивалась по мере удаления от материка, что свидетельствовало об отсутствии суши в данном направлении. Из-за этого, а также из-за опасения быть унесёнными западным течением в Берингово море, в 120 милях от берега (~200 км) исследователи повернули назад. Этот поход продолжался шестьдесят дней, а обратный путь на санях и пешком составил почти 4 000 км через мыс Барроу, Ном, Фэрбанкс и Валдиз.

### Экспедиция 1909–1912 («Alabama» Expedition)

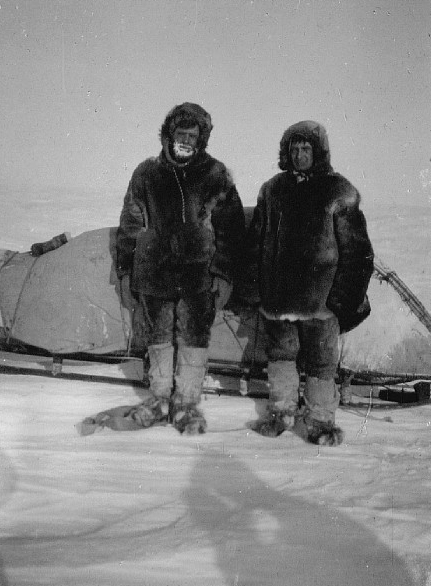
Миккельсен и Иверсен, 1910

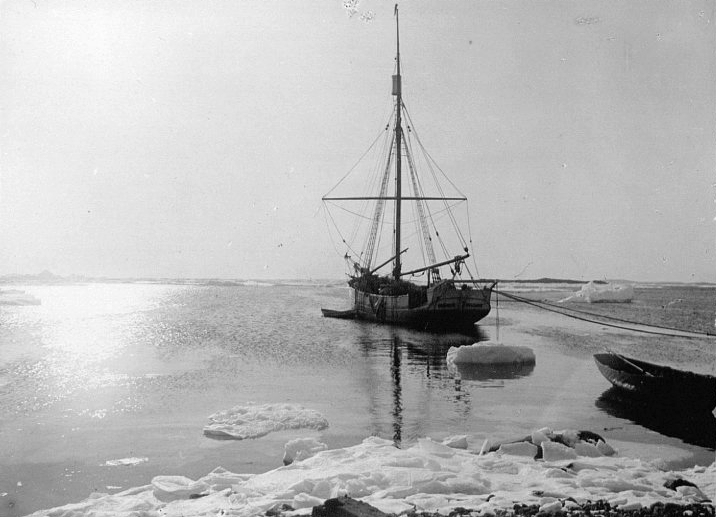
«Alabama».

В 1908 году стало известно о гибели в Восточной Гренландии Людвига Мюлиус-Эриксена, исследовавшего северо-восточные области острова. Тело одного из сопровождавших его спутников — Йоргена Брёнлунна — удалось найти поисковой партии Йохана Коха, а вот тел самого полярного исследователя и ещё одного участника партии — картографа Нильса Хёг-Хагена, как и их дневников, которые могли бы пролить свет на обстоятельства трагедии, обнаружить не удалось. Британский медиамагнат лорд Нортклифф предложил Миккельсену организовать их повторные поиски, а также оплатить все связанные с этим расходы, однако несмотря на заманчивость перспективы, Миккельсен от этого предложения отказался. Он, в итоге, возглавил поисковую экспедицию, которая была организована самими датчанами — половину расходов взяло на себя правительство, оставшуюся часть составили частные пожертвования.
20 июня 1909 года Миккельсен в сопровождении семерых спутников (лейтенантов Вильгельма Лауба и К. Йоргенсена, Ханса Олсена, Георга Паулсена, плотника Карла Унгера и инженера-механика Ивера Иверсена (который присоединился в Исландии, заменив одного члена экипажа) на 45-тонном шлюпе «Алабама» покинул Копенгаген, 27 августа достиг восточных берегов Гренландии и бросил якорь у острова Шеннон в 100 милях от Денмарксхавна (Джемани-лэнд) — базы экспедиции Мюлиус-Эриксена 1906–1908 годов. С 25 сентября по 16 декабря было предпринято первое санное путешествие, в ходе которого Миккельсену, Иверсену и Йоргенсену удалось добраться до захоронения Брёнлунна, но найти что-либо новое не удалось. Следующее большое путешествие было начато Миккельсеном 4 марта 1910 года. В сопровождении четырёх человек он направился в северо-восточную область острова, однако из-за погодных условий и малого числа собак продвижение было медленным, 10 апреля он отправил обратно Лауба, Олсена и Паулсена, а сам с Иверсеном и двумя упряжками из пятнадцати собак продолжил путь, но только 12 мая они достигли изголовья Датского фьорда — одного из первых мест работы партии Мюлиус-Эриксена.
22 мая ими был найден первый из гуриев Мюлиус-Эриксена, внутри которого была записка, датированная 12 сентября 1907 года, из которой следовало, что партия возвращается на базу не через внутренние области острова, как предполагалось, а вдоль побережья на восток. Вскоре Миккельсен обнаружил летний лагерь пропавшей экспедиции и записку её руководителя от 8 августа. Из неё стало известно, что Мюлиус-Эриксену удалось добраться до изголовья Индепенденс-фьорда и обнаружить, что находящийся в его южной части Нэви-клифф (англ. Navy Cliff) соединён сушей с Землёй Гелиприна, и что «пролива Пири» не существует.
Ещё в начале путешествия Миккельсен намеревался пройти проливом Пири к проливу Смита, но после открытия Мюлиус-Эриксена это стало невозможным и бессмысленным, поэтому 28 мая двое путешественников повернули назад к базе, до которой было, по крайней мере, 550 миль (или около 800 км по прямой). К этому моменту у них с собой было пищи на сорок пять дней для себя и на двенадцать дней для семерых оставшихся собак. Обратное путешествие оказалось очень трудным. Продвижению препятствовал глубокий, мягкий и влажный снег, местами открытая вода, сам Миккельсен страдал от цинги. К 8 июля, когда они добрались до Маллемук-фьорда (ок. 500 км от острова Шаннон), у них оставались только три собаки. Частично запасы продовольствия и топлива удавалось пополнить из депо, заложенных экспедицией 1906–1908 гг., в том числе из последнего на Земле Ламберта (ок. 250 км от Джемани-лэнд), но все остальные оказались пусты. В одном из них, за 130 км от Денмарксхавн, они оставили все ненужные вещи, в том числе спальные мешки, и 9 сентября налегке, взяв только оружие, дневники, фотоплёнку, плиту и немного топлива и еды, отправились к базе Мюлиус-Эриксена, до которой еле живые добрались только десять дней спустя, и где нашли пищу и кров. За 270 дней путешествия они, в общей сложности, прошли 1 400 миль.
Спустя четыре недели, восстановив силы, Миккельсен и Иверсен отправились на юг и 5 ноября достигли острова Шаннон, где выяснили, что, там их никто не ждёт — обломки «Алабамы» были разбросаны по берегу, а её экипаж отсутствовал (спустя время они узнали, что «Алабама» затонула, получив во время весеннего ледохода пробоину, а её экипаж был эвакуирован норвежским промысловым судном). Тем не менее, экипажем из обломков судна на берегу была построена хижина, а с него было снято достаточное количество пищи и топлива, чтобы продержаться зиму. Перезимовав, всё следующее лето путешественники прождали спасательное судно, но безрезультатно. 20 ноября они перебрались на остров Басс-Рок в тридцати километрах к югу от Шаннона, на котором в 1901 году для экспедиции Болдуина-Циглера 1901–1902 гг. была построена хижина и организован склад продовольствия. Там они выяснили, что 23 июля за ними приходило норвежское судно «Лаура», а также подробности спасения экипажа. Только 19 июля следующего 1912 года Миккельсен и Иверсен были спасены норвежским пароходом «Sjøblimsten». К этому моменту они не видели людей 28 месяцев.

### Последующие годы жизни
После возвращения в цивилизацию Миккельсен встретил очень тёплый приём в Европе, которую объездил с многочисленными выступлениями, в частности в Великобритании, где нашёл всестороннюю поддержку Королевского географического общества. На родине в Дании его соображения по поводу экспедиции Мюлиус-Эриксена были восприняты критически, вопреки ожиданиям он не получил золотой медали Датского Королевского географического общества и даже не был приглашён на церемонию открытия мемориала участникам Danmarks Expedition, несмотря на то, что нашёл и сохранил, несмотря ни на что, важнейшие сведения о судьбе её погибших участников и сделанных ими открытиях. В итоге правительство Дании выплатило ему лишь премию в 1000 датских крон (~150$), а Иверсену и того меньше — 600 крон.
Некоторое время он проработал в Датской Восточно-Азиатской компании, а позже аджастером в страховой компании «Baltica Merchant Insurance Company». За это время он опубликовал несколько книг и статей, среди которых «Джон Дейл» и «История Аляски», зарекомендовав себя как писатель. В конце 1910-х работал корреспондентом, освещавшим события первой Советско-финской войны.
После серии разрушительных штормов 1921 года, нанёсших значительный ущерб Западной Европе, Миккельсен высказал убеждённость, что циклоны перемещаются на восток от Гренландии, и что организация метеостанций на востоке острова, оснащённых радиосвязью, позволит предупреждать подобные этому природные катаклизмы заранее. В Дании его предложение было встречено со значительным скептицизмом, но при этом в Европе оно нашло отклик.

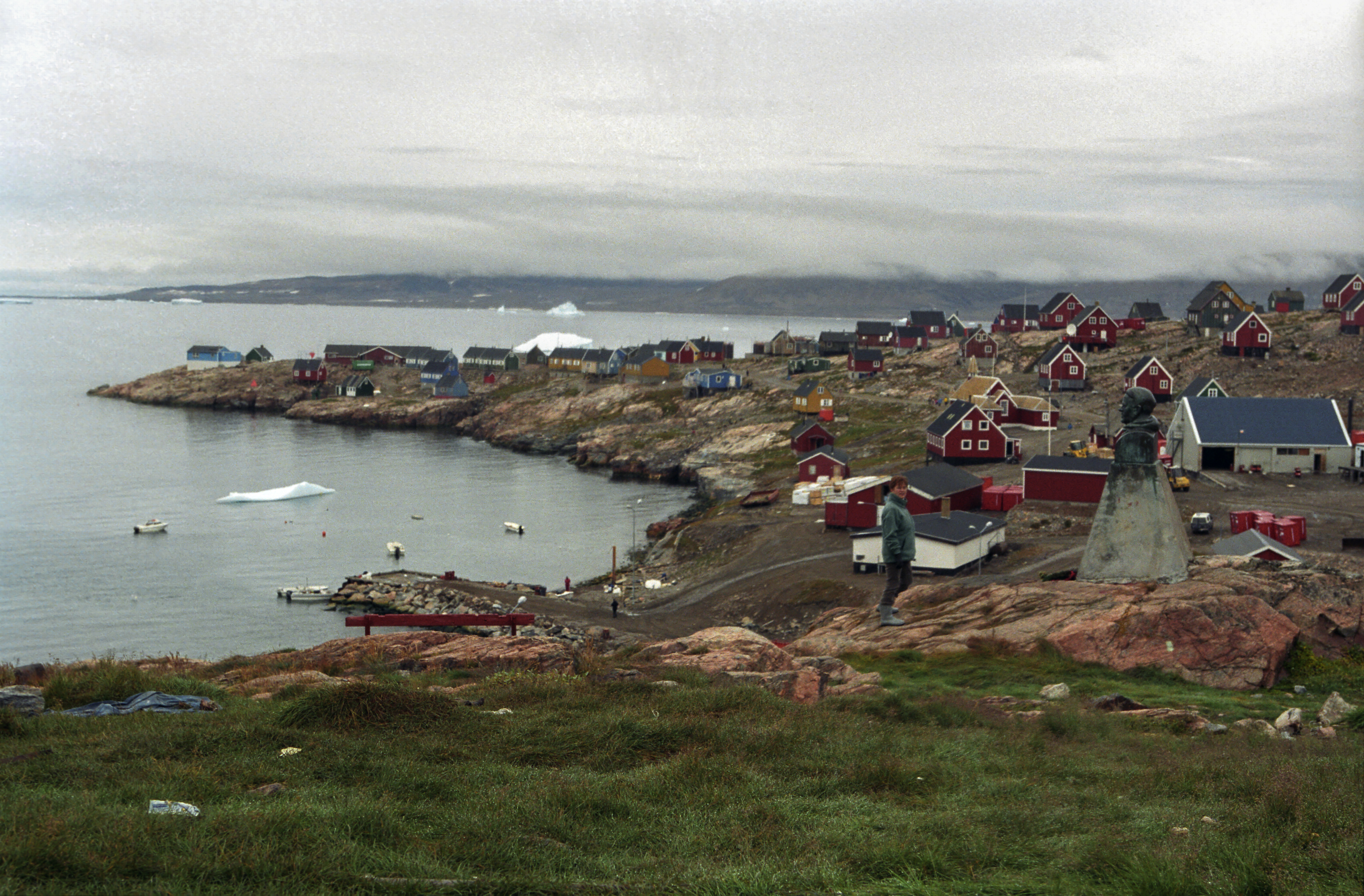
Иллоккортоормиут, на переднем плане бюст Э. Миккельсену

В начале 1920 годов на фоне усиливающихся территориальных претензий Норвегии на восточную часть Гренландии Миккельсену удалось убедить датское правительство в необходимости в кратчайшие сроки колонизировать восточные области острова. В 1924 году он возглавил первую волну переселенцев, основавших колонию Иллоккортоормиут в устье залива Скорсби, а на следующий год перевёз туда их семьи. Это начинание Миккельсен считал своим самым важным вкладом в дело развития Восточной Гренландии, хотя и нажил при этом множество влиятельных недругов, в частности, за резкую критику администрации острова во главе с Йенсом Даугор-Йенсенем (Jens Daugaard-Jensen).
После оккупации в 1931 году Норвегией части восточного побережья острова идеи Миккельсена нашли, наконец, полное понимание на родине. В 1932 году он возглавил исследовательскую экспедицию в Гренландию (третью из работавших в тот момент на восточной стороне острова (Расмуссена и Лауге Коха). В том же году Миккельсен стал представителем датской делегации в международном суде в Гааге, где рассматривался территориальный спор между странами, и его показания и приведённые доводы сыграли не последнюю роль в вынесении окончательного решения суда в пользу Дании.
На следующий год он получил должность инспектора Восточной Гренландии, кем и проработал вплоть до выхода на пенсию в 1950 году. Но и на пенсии ещё на протяжении 20-ти лет насущные проблемы этого региона оставались для Миккельсена главной темой жизни. Он принимал искреннее участие в судьбе жителей восточного берега острова и отстаивал их интересы. Местные называли его «Мики» и считали своим благодетелем. В 1964-м он в последний раз посетил Иллоккортоормиут, где был избран почётным жителем колонии и принял участие в торжествах по поводу открытия дома Мики (англ. Mikis house) — центрального места района.
Миккельсен прекрасно понимал, что невозможно устранить различия между коренными жителями острова и представителями европейской цивилизации, что остров не способен «прокормить» значительное число жителей, что их будущее скорее всего будет не таким, каким он его себе представлял. В возрасте 85 лет он написал: «Вы не будете жить как датчане, но вы будете жить как свободные люди».
В течение 1950-х гг. Эйнар Миккельсен работал в Североамериканском институте Арктики, а в 1954 году стал одним из основателей Датского института Арктики. Он написал более десятка книг на тему полярных исследований, три из которых были переведены на русский язык («Во льдах Гренландии» (1914), «По следам жертв ледяной пустыни» (1914) и «Соседи Северного полюса» (1930)).
Умер 1 мая 1971 года в Копенгагене в возрасте 91 года.

## Личная жизнь
5 сентября 1913 года Эйнар Миккельсен женился на Найе Мари Хольм (дат. Naja Marie Heiberg Holm, (1887–1918)) — дочери мореплавателя Густава Хольма. В 1919 году после трагической смерти жены он женился на её двоюродной сестре Элле Хольм-Йенсен (дат. Ella Holm-Jensen, (1887–1979)) и усыновил ребёнка от её первого брака.

## Награды и память
За свой вклад в исследования Арктики в 1933 году Эйнар Миккельсен был награждён медалью "Ханса Эгеде" Датского королевского географического общества, в 1934 году удостоен золотой медали покровителей Королевского географического общества (Patron’s Medal), а в 1960-м высшей награды (дат. Rink-medaljen) Гренландского общества. Он стал почётным членом географических обществ Италии и Бельгии, арктических клубов Лондона, Кембриджа и Нью-Йорка. В 1956 году Копенгагенский университет присвоил ему звание почетного доктора.
Имя Эйнара Миккельсена носит патрульный катер арктической зоны класса «Кнуд Расмуссен».
Его именем названы географические объекты:
- Мики-фьорд[14] (Гренландия);
- Хребет Эйнара Миккельсена[англ.] (Гренландия)
  - и его высшая точка — гора Эйнара Миккельсена (3282 м н. у. м. — 5-я по высоте гора Гренландии);
- Мыс Миккельсена[швед.] (Гренландия);
- Ледник Эйнар-Миккельсен[15];
- Острова Миккельсена[16] (Канадский арктический архипелаг);
- Залив Миккельсена (Антарктида)[англ.];
- Залив Миккельсена (Аляска)[нем.].

В 2022 году был выпущен художественный фильм «Борьба со льдом» («Against the Ice», реж. Петер Флинт). Фильм основан на произведении Эйнара Миккельсена «Two Against the Ice»

## Комментарии
1. ↑  На картах Маллемукбьерг (хребет)